# Brandau Rocks
Brandau Rocks är en kulle i Antarktis. Den ligger i Östantarktis. Australien gör anspråk på området. Toppen på Brandau Rocks är 2 008 meter över havet.
Terrängen runt Brandau Rocks är platt söderut, men norrut är den kuperad. Terrängen runt Brandau Rocks sluttar brant österut. Trakten är obefolkad. Det finns inga samhällen i närheten.